# Ralph Copeland
Ralph Copeland (né le 3 septembre 1837 – mort le 27 octobre 1905) est un astronome anglais. Il a été le troisième astronome royal d'Écosse.

## Biographie
Copeland naît à Moorside Farm, près de Woodplumpton, dans le Lancashire, en Angleterre. Il est le fils de Robert Copeland et d'Elizabeth Milner. Après avoir passé cinq années en Australie, où il a développé un certain intérêt pour l'astronomie, il revient en Angleterre en 1858 pour y poursuivre une carrière en ingénierie.

## Carrière et réalisations
Copeland construit un petit observatoire astronomique, puis abandonne l'ingénierie pour aller étudier l'astronomie en Allemagne, à l'université de Göttingen. Quand il retourne en Angleterre, avec l'aide financière de Lord Rosse, il y importe certaines méthodes allemandes. Plus tard, il engagera plusieurs astronomes allemands, tels Oswald Lohse, comme assistants.
Copeland travaille à l'observatoire Dun Echt, propriété de James Ludovic Lindsay, comte de Crawford. Il effectue plusieurs voyages à travers le monde afin d'effectuer des observations astronomiques, telles celles du transit de Vénus de 1874 à l'Île Maurice et de 1882 en Jamaïque. Il a également effectuées des observations à partir du Groenland.
Le 29 janvier 1889, Copeland devient astronome royal d'Écosse. Il occupe son poste d'abord au City Observatory de Calton Hill à Édimbourg. On lui demande de trouver un site pour un nouvel observatoire et Copeland choisit Blackford Hill, toujours à Édimbourg. Lindsay fait don du matériel de Dun Echt, qui est transféré au nouvel observatoire, inauguré en 1896.
Parrainé par John McLaren, Alexander Forbes Irvine (en), Alexander Buchan et Peter Guthrie Tait, Copeland est élu membre de la Royal Society of Edinburgh en 1889. Il sera vice-président de l'organisme à deux reprises : 1892-96 et 1898-1903.
Copeland a découvert 35 objets NGC, la plupart avec le télescope à miroir de 72 pouces (182,88 cm) construit par Lord Rosse, le Léviathan de Parsonstown. Les nébuleuses planétaires ont été trouvées par stéréoscopie visuelle à Dun Echt et lors d'une expédition dans les Andes. Sept des galaxies dans la Constellation du Lion forment le fameux septet de Copeland : NGC 3745, 3746, 3748, 3750, 3751, 3753, et 3754.
Il parle couramment français, allemand et persan.

## Vie privée
Copeland a été marié deux fois. Tout d'abord en 1859 avec Susannah Milner, et ensuite en 1871 avec Theodora Benfey (1847-1937). Il est père de six enfants qui ont vécu sur place à l'observatoire de Blackford Hill. 
Il meurt à Édimbourg le 27 octobre 1905 et y est enterré au cimetière Morningside avec sa seconde épouse et ses filles. 

## Hommage
Le nom d'une montagne au Canada, ainsi que sa crête lui rendent hommage depuis 1939 : le mount Copeland dans les montagnes Monashee au nord-ouest de Revelstoke en Colombie-Britannique et Copeland Ridge (la crête), ainsi que la crique Copeland Creek, non loin.

## Principaux travaux
- (en) Copeland, R., « The total solar eclipse of August 19, 1887 », Monthly Notices of the Royal Astronomical Society, vol. 48,‎ 1887, p. 48 (lire en ligne)

- (en) Copeland, Ralph, « Observations of the Transit of Mercury on 1891 May 9 at the Royal Observatory, Edinburgh », Monthly Notices of the Royal Astronomical Society, vol. 51,‎ 1891, p. 499 (lire en ligne)

- (en) Copeland, R., « On a pretended early discovery of a satellite of Mars », Monthly Notices of the Royal Astronomical Society, vol. 52,‎ 1892, p. 493 (lire en ligne)

- (en) Copeland, Ralph; Becker, L., « On the new star in the constellation Auriga », Astronomy and Astrophysics, vol. 11,‎ 1892, p. 593-602 (lire en ligne)

- (en) Copeland, Ralph, « Nebular Spectrum of Nova Aurigæ », Nature, vol. 46,‎ 1892, p. 464-465 (DOI 10.1038/046464c0, lire en ligne)

- (en) Copeland, R., « New Variable in Andromeda », Astronomische Nachrichten, vol. 139,‎ 1895, p. 115 (lire en ligne)

- (en) Copeland, R., « The Variable Star η Aquilæ », Nature, vol. 56,‎ 1897, p. 249-250 (DOI 10.1038/056249b0, lire en ligne)